# Vachoniochactas amazonicus
Espèce
Vachoniochactas amazonicus est une espèce de scorpions de la famille des Chactidae.

## Distribution
Cette espèce est endémique de l'État d'Amazonas au Venezuela. Elle se rencontre à 1 400 m d'altitude sur le Pico da Neblina.

## Étymologie
Son nom d'espèce lui a été donné en référence au lieu de sa découverte, l'Amazonie.

## Publication originale
- González-Sponga, 1991 : Arácnidos de Venezuela. Escorpiones del tepui La Neblina, Territorio Federal Amazonas, Venezuela (Scorpionida: Chactidae: Buthidae). Boletín de la Academia de Ciencias Físicas, Matemáticas y Naturales (Caracas), vol. 51, no 163/164, p. 11-62.